# 異相五角台塔丸塔
異相五角台塔丸塔（いそうごかくだいとうまるとう、Pentagonal gyrocupolarotunda）とは、33番目のジョンソンの立体で、正五角台塔(J5)と正五角丸塔(J6)の底面同士を、三角形の面同士が隣り合うように貼りあわせた形である。

## 関連図形
| 正五角台塔 （丸塔を除く）             | 正五角丸塔 （台塔を除く）                                 | 同相五角台塔丸塔 （片側を36°回す）                        | 異相五角台塔丸塔柱 （間に角柱を追加） |
| 五角台塔丸塔反柱 （間に反角柱を追加） | 異相双五角台塔 （同相にならないように丸塔を台塔に変える） | 二十・十二面体 （同相にならないように台塔を丸塔に変える） |                                       |